# Varakļāni
Varakļāni er beliggende i Madonas distrikt i det østlige Letland og fik byrettigheder i 1928. Byen er kendt helt tilbage fra Middelalderen, hvor den hed Varka. Før Letlands selvstændighed i 1918 var byen også kendt på sit tyske navn Warkland.